# Ariruma Kowii
Ariruma Kowii, né Jacinto Conejo Maldonado le 4 août 1961 à Otavalo, est un écrivain, poète et homme politique équatorien, appartenant au peuple indigène kichwa Otavalo. Considéré comme l'un des principaux poètes de langue kichwa, il a étudié les sciences sociales et politiques à l'université centrale de l'Équateur, et contribue également au journal Hoy. Son recueil de poèmes Mutsuktsurini, publié en 1988, est l'un des premiers livres publiés entièrement en kichwa.
Le 22 août 2007, il est nommé sous-secrétaire d'État pour l'Éducation des peuples indigènes (au sein du ministère de l'Éducation) et responsable du dialogue interculturel. Il défend la décision du président Correa de placer l'éducation culturelle bilingue sous l'autorité du gouvernement, en affirmant que « les dirigeants indigènes ont tenté d'endoctriner les étudiants pour qu'ils suivent la ligne d'action politique tracée par l'organisation [la CONAIE]) ».
Ariruma Kowii est également frère de Mario Conejo Maldonado, maire d'Otavalo depuis 2000.

## Œuvres
- Mutsuktsurini, 1988
- Tsaitsik : poemas para construir el futuro (edición bilingüe), 1993
- Diccionario de nombres quichuas, 1998.